# Святой Антоний (линейный корабль)
«Святой Антоний» («Святой Антоний Падуанский», «Антоний Падуанский», до покупки «Дон Антонио да Падуа») — парусный 50-пушечный линейный корабль Балтийского флота Российской Империи.

## Описание корабля
Парусный линейный корабль 4 ранга, длина судна по сведениям из различных источников составляла от 34,6 до 39,3 метра, ширина от 11,1 до 13,38 метра, а осадка от 4,4 до 4,7 метров. Вооружение судна составляли 50 орудий, а экипаж состоял из 323-х человек.

## История службы
Корабль «Дон Антонио да Падуа» был куплен Ф. С. Салтыковым в 1711 году в Гамбурге и под именем «Святой Антоний» вошёл в состав Балтийского флота России. В ноябре 1712 года корабль пришёл в Кристиансанн, в декабре — в Копенгаген, а в марте следующего года — в Ревель.
Принимал участие в Северной войне. C 1713 по 1715 годы выходил в крейсерские плавания в Финский залив в составе эскадр и отрядов. 10 (21) июля 1713 года в составе эскадры вице-адмирала К. И. Крюйса начал преследование обнаруженных у острова Гогланд шведских судов, при этом шёл третьим в линии. На следующий день сел на мель у банки Кальбодагрунд, но повреждений не получил и был удачно снят с мели.
В 1716 году корабль был переоборудован в транспортное судно. 9 (20) ноября того же года находился в Ревеле, налетевшим штормом был сорван с якорей и выброшен на мель, а на следующий день разбит о мель волнами.

## Командиры корабля
Командирами корабля «Святой Антоний» в разное время служили:
- К. П. Верден (до июля 1713 года).
- А. Рейс (с июля 1713 года).
- Я. Фангофт (1714—1715 годы).